# Cipangopaludina chinensis
Cipangopaludina chinensis är en snäckart som först beskrevs av Gray 1834.  Cipangopaludina chinensis ingår i släktet Cipangopaludina och familjen sumpsnäckor. IUCN kategoriserar arten globalt som livskraftig.

## Underarter
Arten delas in i följande underarter:
- C. c. chinensis
- C. c. malleata

## Bildgalleri

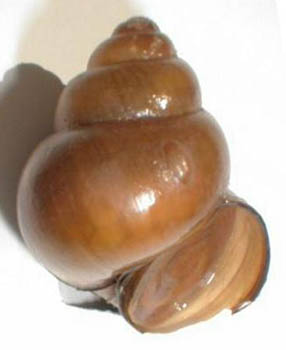